# Euthraulus marginatus
Euthraulus marginatus is een haft uit de familie Leptophlebiidae. De wetenschappelijke naam van de soort is voor het eerst geldig gepubliceerd in 1913 door Ulmer.
De soort komt voor in het Oriëntaals gebied.